# Stanisław von Budzowo
Stanisław von Budzowo war römisch-katholischer Bischof von Kiew 1430.
Er wurde nur in einer Bulle von Papst Martin V. genannt. Sein Vater hieß Nikolaus, er kam aus Budzowo  (möglicherweise heute Budzewo im Powiat Sieradz) und war polnischer Kleriker, eventuell Dominikanermönch wie andere Kiewer Bischöfe dieser Zeit.
1431 wurde in einer Papstbulle ein Stanisław, Sohn des Martin als Bischof von Kiew genannt. Ob es sich um dieselbe Person handelt, ist unklar. Weitere Informationen sind nicht erhalten, auch keine Erwähnung in späteren Bischofslisten.